# José Luis Faura
Pour les articles homonymes, voir Faura (homonymie).
Faura  Asensio est un nom espagnol. Le premier nom de famille, en général paternel, est Faura ; le second, en général maternel, souvent omis, est Asensio.
José Luis Faura Asensio, né le 15 septembre 2000, à Pliego, est un coureur cycliste espagnol.

## Biographie
José Luis Faura est originaire de Pliego, une commune située dans la région de Murcie. Il commence le cyclisme à l'âge de huit ans lorsque son père lui offre son premier vélo. Diverses raisons personnelles le poussent cependant à abandonner ce sport alors qu'il est âgé de onze ans. Après plusieurs années d'inactivité, il reprend la pratique du cyclisme à seize ans, d'abord dans le VTT. Il a également suivi des études d'ingénieur. 
En 2020, il rejoint le club Cartagena-Patatas Pijo-Esetec. L'année suivante, il obtient ses premiers podiums sur route avec la formation ULB Sports-Safir Fruits. Il intègre ensuite la Valverde Team-Ricardo Fuentes en 2022. Bon grimpeur, il se révèle au plus haut niveau amateur en remportant l'étape reine du Tour de Zamora. Il termine par ailleurs troisième du Memorial Valenciaga, manche de la Coupe d'Espagne amateurs. Au mois de juin, il obtient sa première sélection en équipe nationale d'Espagne pour la Course de la Paix espoirs, manche de la Coupe des Nations U23. 
Il passe finalement professionnel en 2023 au sein de l'équipe continentale Electro Hiper Europa. Il participe à sa première course en janvier à l'occasion du Grand Prix de Valence. Au mois de mars, il termine douzième du Tour de l'Alentejo.

## Palmarès
- 2021
  - 2e de la Subida a la Cresta del Gallo
  - 3e du Trofeo Camp de Morvedre
- 2022
  - 4e étape du Tour de Zamora
  - 3e du Memorial Valenciaga
- 2024
  - Tour de Guadalentín :
    - Classement général
    - 2e étape

  - Classement général du Tour d'Estrémadure
  - Gran Premi Vila-real :
    - Classement général
    - 1re étape

  - 3e étape du Tour d'Ávila
  - Trofeo Festes del Crist
  - Tour de Galice
  - 2e du championnat d'Espagne sur route amateurs
  - 2e du Tour d'Ávila
  - 2e du Grand Prix de Mortágua